# Le Retour du chat
Pour la bande dessinée, voir Le Chat (bande dessinée)#Série régulière.
Pour plus de détails, voir Fiche technique et Distribution.
Le Retour du chat est un des six téléfilms liés à la série culte Lance et compte présenté en 1991.

## Synopsis
Âgé de seulement trente ans et n'ayant joué que 13 matchs en 2 saisons, Pierre Lambert raccroche ses patins[pas clair]. Mais sa retraite ne lui procure pas de joie. Pierre en a marre de son poste de relations publiques au sein du National. Rapidement cantonné à un rôle de conseiller hockey par le président du National, Maître Marcel Allaire, Lambert comprend bientôt qu'il est inutile lorsqu'il apprend une transaction par la bouche d'un journaliste. Comble de l'horreur son fils Guy est frappé par la méningite et Pierre qui blâme Patricia pour la chute de Guy dans la piscine quelques jours plus tôt (événement qui n'avait finalement aucune incidence sur la santé du bambin) voit cette dernière quitter la maison, atterré de recevoir tous les torts de la situation. Pierre décide de se remettre en forme avec l'aide de Frédo, un jeune homme qui avait cherché à le cambrioler quelques jours plus tôt. Après quelques séances de boxe olympique, Pierre résorbe ses problèmes aux dos. Alors qu'il cherche à revenir au jeu, le National lui indique qu'ils n'ont aucun besoin de lui et que s'il le désire, il sera libéré. Patricia et Pierre se retrouvent, Guy sort de son impasse et Pierre reçoit une offre qui refera de lui une super vedette de la Ligue Nationale et qui fera rager le National...

## Fiche technique
- Titre original : Le Retour du chat
- Réalisation : Richard Martin
- Scénario : Jacques Jacob et Réjean Tremblay
- Décors : Louise Pilon
- Costumes : Andrée Morin
- Photographie : Bernard Chentrier
- Montage : Jean-Marie B. Drot
- Musique : Nathalie Carsen
- Production : Claude Héroux et Roger Héroux
- Pays d’origine :  Canada
- Langue originale : français
- Format : couleur
- Genre : sport
- Durée : 72 minutes
- Dates de sortie :
  - Canada : 18 avril 1991

## Distribution
- Carl Marotte : Pierre Lambert
- Isabelle Miquelon : Patricia O'Connell
- Marina Orsini : Suzie Lambert
- Marc Messier : Marc Gagnon
- Germain Houde : Entraîneur des Canadiens
- Sylvie Bourque : Linda Hébert
- Jean Harvey : Denis Mercure
- Leonardo Fuica : Frédo
- Yvan Ponton : Jacques Mercier
- François Bertrand : Jacques Lacasse
- Patrice Bissonnette : Jim Duchêne